# Saori Arimachi
Saori Arimachi (有町 紗央里, Arimachi Saori, Sakai, 12 juli 1988) is een Japans voetbalster die als aanvaller speelt bij Mynavi Vegalta Sendai.

## Carrière

### Clubcarrière
Arimachi begon haar carrière in 2007 bij Ohara Gakuen JaSRA. Ze tekende in 2008 bij Okayama Yunogo Belle. In zeven jaar speelde zij er 132 competitiewedstrijden. Ze tekende in 2015 bij Mynavi Vegalta Sendai.

### Interlandcarrière
Arimachi nam met het Japans nationale elftal O20 deel aan het WK onder 20 in 2008.
Arimachi maakte op 22 september 2013 haar debuut in het Japans vrouwenvoetbalelftal tijdens een vriendschappelijke wedstrijd tegen Nigeria. Ze heeft zes interlands voor het Japanse elftal gespeeld.

## Statistieken
| Japans vrouwenvoetbalelftal | Japans vrouwenvoetbalelftal | Japans vrouwenvoetbalelftal |
| Jaar                        | Wed.                        | Dlp.                        |
| --------------------------- | --------------------------- | --------------------------- |
| 2013                        | 1                           | 0                           |
| 2014                        | 0                           | 0                           |
| 2015                        | 4                           | 0                           |
| 2016                        | 1                           | 0                           |
| Totaal                      | 6                           | 0                           |